# Bill Cassidy

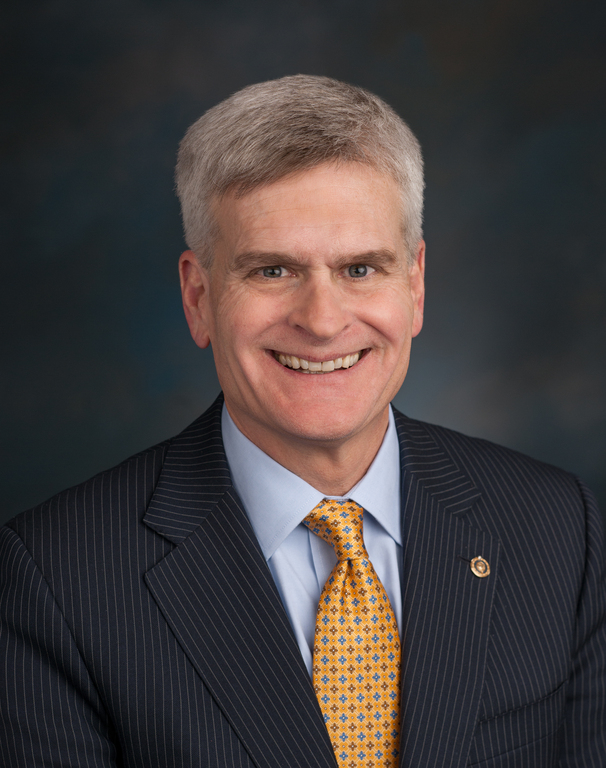
Bill Cassidy (2015)

William Morgan „Bill“ Cassidy (* 28. September 1957 in Highland Park, Illinois) ist ein US-amerikanischer Politiker. Seit 2015 vertritt er den Bundesstaat Louisiana im US-Senat. Zuvor hatte er seit 2009 dem Repräsentantenhaus der Vereinigten Staaten angehört.

## Werdegang
Bill Cassidy studierte bis 1983 an der Louisiana State University in Baton Rouge Medizin und arbeitete danach als Arzt, wobei er sich auf Lebererkrankungen spezialisierte. Gleichzeitig begann er als Mitglied der Republikanischen Partei eine politische Laufbahn. Zwischen 2006 und 2008 gehörte er dem Senat von Louisiana an.
Bei den Kongresswahlen des Jahres 2008 wurde Cassidy im sechsten Wahlbezirk von Louisiana in das US-Repräsentantenhaus in Washington, D.C. gewählt, wo er am 3. Januar 2009 die Nachfolge des bei der Wahl unterlegenen Demokraten Don Cazayoux antrat. Seine Amtszeit dauerte dort nach zwei Wiederwahlen bis zum 3. Januar 2015. Im Kongress war er während dieser Zeit Mitglied im Landwirtschaftsausschuss, im Bildungs- und Arbeitsausschuss und im Ausschuss, der sich mit den Bodenschätzen befasst. Außerdem gehörte er mehreren Unterausschüssen an.
Im November 2014 trat Cassidy bei den Senatswahlen gegen die demokratische Amtsinhaberin Mary Landrieu an. Dabei belegte er mit knapp 41 Prozent den zweiten Platz hinter Landrieu (42 Prozent). Nach der Verfassung von Louisiana wurde damit eine Stichwahl nötig, da keiner der Bewerber eine absolute Mehrheit der Stimmen erreicht hatte. Dabei gewann Cassidy mit 56:44 Prozent der Stimmen und löste Landrieu am 3. Januar 2015 im US-Senat ab. Er wurde bei der Senatswahl 2020 wiedergewählt.
Der nach ihm benannte Graham-Cassidy-Entwurf zur Abschaffung von Obamacare fand keine Mehrheit.
Cassidy unterstützte als einer von nur sieben republikanischen US-Senatoren das zweite Amtsenthebungsverfahren gegen Trump.
US-Präsident Trump übte im Februar 2025, kurz nach seiner Amtseinführung am 20. Januar 2025, persönlich Druck auf diejenigen US-Senatoren aus, die sich der Bestätigung seiner Regierungsmannschaft zunächst sperrten. Als US-Senator Cassidy Skepsis gegenüber der Ernennung von Robert F. Kennedy Jr. als Gesundheitsminister äußerte, wurde seine Website mit einem Ansturm von Nachrichten lahmgelegt. Ein Abgeordneter aus dem Parlament im eigenen Bundesstaat äußerte, eine Stimme gegen Kennedy könne Cassidys politisches Schicksal „besiegeln“. Cassidy stimmte für Kennedy.
Bill Cassidy ist mit der Ärztin Laura Layden verheiratet. 
Das Paar hat drei Kinder und lebt privat in Baton Rouge.